# Martin Hellman

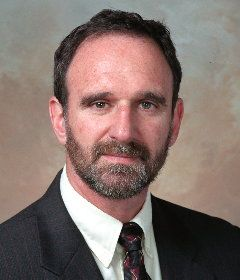
Martin Hellman

Martin Edward Hellman (* 2. Oktober 1945 in New York City) ist ein US-amerikanischer Kryptologe, bekannt als einer der Entwickler der Public-Key-Kryptographie.

## Leben und Werk
Hellman studierte Elektrotechnik an der New York University (Bachelorabschluss 1966) und der Stanford University (Master-Abschluss 1967), wo er 1969 promovierte. Als Post-Doc war er 1968/69 bei IBM an deren IBM Thomas J. Watson Research Center in Yorktown Heights. 1969 bis 1971 war er Assistenzprofessor für Elektrotechnik am Massachusetts Institute of Technology und war ab 1971 zunächst Assistenzprofessor und später Professor in Stanford, wo er 1996 emeritierte. Zurzeit ist er Professor Emeritus an der Stanford University.
Er wurde durch seine Mitarbeit an der Erfindung des Diffie-Hellman-Algorithmus zusammen mit Whitfield Diffie und seinem Studenten Ralph Merkle berühmt, dem ersten veröffentlichten Verfahren zum Schlüsselaustausch über unsichere Kanäle. Die Beschäftigung mit Kryptographie war damals ungewöhnlich. Nach eigenen Worten kam die Anregung für ihn aus der Arbeit von Claude Shannon in den 1940er Jahren, die teilweise veröffentlicht wurde (sie war aus geheimen Arbeiten in der Kryptographie entstanden), dem 1967 publizierten Buch Code Breakers von David Kahn und der Begegnung mit Horst Feistel, der Ende der 1960er Jahre bei IBM die in geheimer Regierungsforschung erworbene Expertise für kommerzielle Verschlüsselungsverfahren anwenden sollte, woraus in den 1970er Jahren der DES entstand (mit Diffie beteiligte sich Hellman in den 1970er Jahren auch an der Kryptanalyse des DES). Die Veröffentlichung der Erkenntnisse zur Public-Key-Kryptographie verursachte damals Konflikte mit der US-Regierung, die darin eine Gefahr für die eigenen kryptographischen Erfolge sah.
In den 1980er Jahren war er in der „Beyond War Foundation“ aktiv. Er initiierte ein Programm Defusing the nuclear threat, nachdem er eine Abschätzung der gegenwärtigen Bedrohung durch Nuklearwaffen ausführte, die insbesondere aufgrund der Proliferation nuklearer Techniken in seinen  Augen alarmierend hoch war.
1996 erhielt er den Paris-Kanellakis-Preis. Hellman ist zusammen mit Diffie Träger des Turing Award 2015.

## Schriften
- Herausgeber mit Anatoli Gromyko Breakthrough- emerging new thinking, 1987 (russisch und englisch)
- Diffie, Hellman Privacy and authentification – an introduction to cryptography, Proceedings of the IEEE, Bd. 67, 1979, Nr. 3, S. 397–427
- The mathematics of public key cryptography, Scientific American, August 1979